# Жьяр
Жьяр (словац. Žiar) — горный массив в северной Словакии, часть Фатранско-Татранской области. Наивысшая точка — гора Хльевиска, 1024 м.
Массив расположен между массивами Велька Фатра на северо-востоке и Втачник на юго-западе, и между рекой Грон на юге и верховьями реки Нитра на западе. Наивысшая точка — 1299 м.